# Câmpani
Câmpani là một xã thuộc hạt Bihor, România. Dân số thời điểm năm 2002 là 2658 người.